# 1796 na ciência

## Nascimentos
| Data            | Nome              | Profissão | Nacionalidade | Observações                    | Ref   |
| --------------- | ----------------- | --------- | ------------- | ------------------------------ | ----- |
| 10 de fevereiro | Henry De la Beche | geólogo   | Reino Unido   | m. 1855 Medalha Wollaston 1855 | [ 1 ] |

## Mortes
| Data | Nome | Profissão | Nacionalidade | Observações | Ref |
| ---- | ---- | --------- | ------------- | ----------- | --- |

## Prémios
Medalha Copley
- George Atwood[2]